# Klatresko
Klatresko er en specialiseret type fodtøj, der er designet til klatring. Typisk sidder klatresko meget tæt og stramt og har kun meget lidt polstring, og de har en ensartet, klæbrig eller rug sål med en udvidet og forstærket kant. De er ikke egnede til at gå eller vandre i, og man ifører sig normalt først klatresko umiddelbart inden klatringen starter.
Nogle klatresko kan have en ekstra metalsål, kaldet en steigeisen, underneden med pigge, hvis de skal bruges til isklatring.